# Amazonen

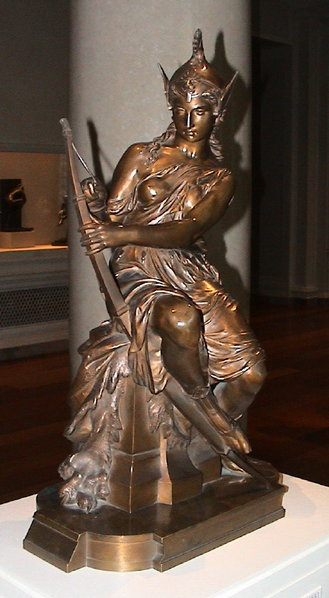
Amazone bereidt zich voor op de strijd (Pierre-Eugène-Emile Hébert, 1872)

Amazonen (Oudgrieks: Ἀμαζόνες, Amazónes of Ἀμαζονίδες, Amazonides) is de naam die de Grieken gaven aan een mythisch volk van vrouwelijke strijders, die in de epiek voorbij Troje en ook in Thracië werden gesitueerd. In de 6e eeuw v.Chr. dacht men dat ze in Scythië woonden, in de 5e eeuw v.Chr. situeerde men hen in Themiscyra nabij de Thermodon en in de hellenistische periode werden ze in het verre oosten en westen gesitueerd. Voorbeelden van epiek en legenden waarin de Amazonen voorkomen zijn de Twaalf werken van Herakles, de Argonautica en de Ilias.
In de westerse moderniteit, vooral in de populaire cultuur, wordt het begrip Amazonen ook gebruikt voor alle vrouwelijke krijgers en maatschappijen waarin er enkel vrouwen zijn of vrouwen duidelijk op het voorplan staan. Op basis van het verslag van Francisco de Orellana gaf men de Zuid-Amerikaanse Amazonerivier haar naam naar de vrouwelijke strijders die deze daar had ontmoet.

## Naamherkomst
De herkomst van het woord 'Amazonen' is onduidelijk. Mogelijk is het afgeleid van het Iraanse ha-mazan, dat oorspronkelijk strijders betekent, dat voorkomt in het lexicon van Hesychius van Alexandrië als samenstelling "ἁμαζακάραν· πολεμεῖν. Πέρσαι" ('hamazakaran: oorlog voeren in het Perzisch"), waarbij *kar- bekend is als de Indo-Iraanse werkwoordstam voor 'maken' (in deze samenstelling dan vertaald als 'voeren'). Andere verklaringen zijn dat het afgeleid zou zijn van het Griekse woord voor 'zonder echtgenoot', van het Iraanse ama-janah ('mannelijkheid doden'), of dat het zou zijn afgeleid van de naam Imazighen (Amazigh), de aanduiding voor de Noord-Afrikaanse Berbers. Ook mogelijk is dat de Amazonen hun naam danken aan hun verering van de maangodin Artemis en dat de oorsprong van hun naam teruggaat naar het Oudkaukasische woord maza, dat maan betekent.
Volgens een oude, populaire maar waarschijnlijk incorrecte etymologie (van Hellanicus van Lesbos) zou het woord zijn afgeleid van het Griekse a-mazos dat zonder borst betekent. Een van de vele Amazonenmythen verhaalt dat deze vrouwen hun rechterborst verwijderden om beter te kunnen boogschieten. Diodoros van Sicilië, die de gewoonte had om de afschuwelijkste details van dit volk te beschrijven, meende dat de rechterborst van jonge meisjes zodanig werd verbrand dat deze zich in de puberteit niet kon ontwikkelen. Door de afwezigheid van de rechterborst kon de boog dan optimaal gehanteerd worden, en waren ze opperbeste krijgers. Voor deze stelling over borstamputatie bestaat echter geen bewijs. Op oude schilderingen zijn de Amazonen altijd afgebeeld met beide borsten, waarvan dikwijls één bloot. Dit vooral om hun status van vechtende vrouwen aan te tonen. Schrijver Adrienne Mayor denkt dat de verkeerde etymologie geleid heeft tot het verzinnen van deze mythe.

## Geschiedenis
In vergelijking met de helden Herakles, Theseus, Perseus en Achilles, lijken de Amazonen in de mythologie maar een geringe rol te spelen. De motieven hiervoor sluiten goed aan bij de mentaliteit van de oudheid. De mythes toonden aan dat het fout was voor vrouwen om zich niet aan te passen aan de Griekse samenleving, ze werden hiervoor bestraft.
In de historische geschriften van Diodoros werd het gebied in Noord-Turkije, waar nu nog steeds wilde paarden ronddraven, aan de Amazonen toegeschreven. Hun thuis bevond zich volgens Diodoros in de monding van de rivier de Thermodon, nu Terme Çay genoemd, wat in het Turks eigenlijk Thermische kreek betekent. Deze rivier stroomt 50 km ten oosten van de stad Samsun (vlak bij het dorpje Dündartepe waar later archeologische vondsten zijn gedaan), dat aan de kust van de Zwarte Zee ligt. Dit was een afgezonderd gebied, met in het zuiden en oosten hoge bergen, in het westen de brede rivier de Yesil Irmak, en in het noorden de Zwarte Zee.
Aan de oevers van de Thermodon bevond zich de stad Themiskyra, een stad die aan de Amazonen werd toegeschreven. Deze stad zou door de Amazonenkoningin Lysippe zijn gebouwd. Volgens de mythe bouwde ze er een tempel ter ere van Artemis, de godin van de jacht, waar offers werden gebracht op een zwarte steen. Lysippe leidde militaire expedities en veroverde het land tot de Tanais-rivier. Ze stierf eervol op het slagveld. Haar naam betekent zij die de paarden loslaat.
Haar dochter werd in de mythe de volgende Amazonenkoningin, en ging verder met de oude tradities in het trainen van vrouwen. Onder haar bevel vochten ze het gebied rond hen aan. Het rijk strekte zich al snel verder naar het westen uit, tot aan Thracië. In het oosten reikte hun macht tot aan Syrië, in het noorden zelfs verder dan de Kaukasus.
Een ander verhaal is dat de Amazonen dikwijls geslachtsgemeenschap hadden met de Gargariërs. Volgens deze mythe zouden de Gargariërs en de Amazonen ooit een gemengd volk zijn geweest in Themiskyra. De Gargariërs werden onderdrukt, en ingezet voor de huishoudelijke taken zoals het bewerken van textiel en het bereiden van voedsel, terwijl de Amazonen hun gebied uitbreidden via de kustlijn van Kaukasus tot Thracië. Toen de Gargariërs in opstand kwamen, stuurden de Amazonen hen met de steun van de Thraciërs en Euboeërs naar de Kaukasus. Ze troffen een regeling voor het overleven van beide gemeenschappen. Ze hadden nog steeds geslachtsgemeenschap met elkaar en de vrouwelijke nakomelingen werden aan de moeders afgegeven. Wanneer het een jongetje was, bleef het kind bij de Gargariërs.
Uiteindelijk zouden de Amazonen naar de westkust van Anatolië zijn verdreven, waar zij nog geruime tijd standhielden. Koningin-priesteres Penthesilea, dochter van oorlogsgod Ares, werd in Homeros' Ilias door de held Achilles in de strijd gedood. Toen hij het helmlid van de verslagen tegenstander opende, was hij verbaasd het gezicht van een vrouw te zien, en volgens hem een mooi gezicht ook, zodat hij zijn krijgsdaad ging betreuren.
Rond de Zwarte Zee leefden tot in de achttiende eeuw van onze jaartelling vrouwen die zich kleedden in "mannenkleren", schrijlings te paard reden en naast de mannen in de oorlog vochten.

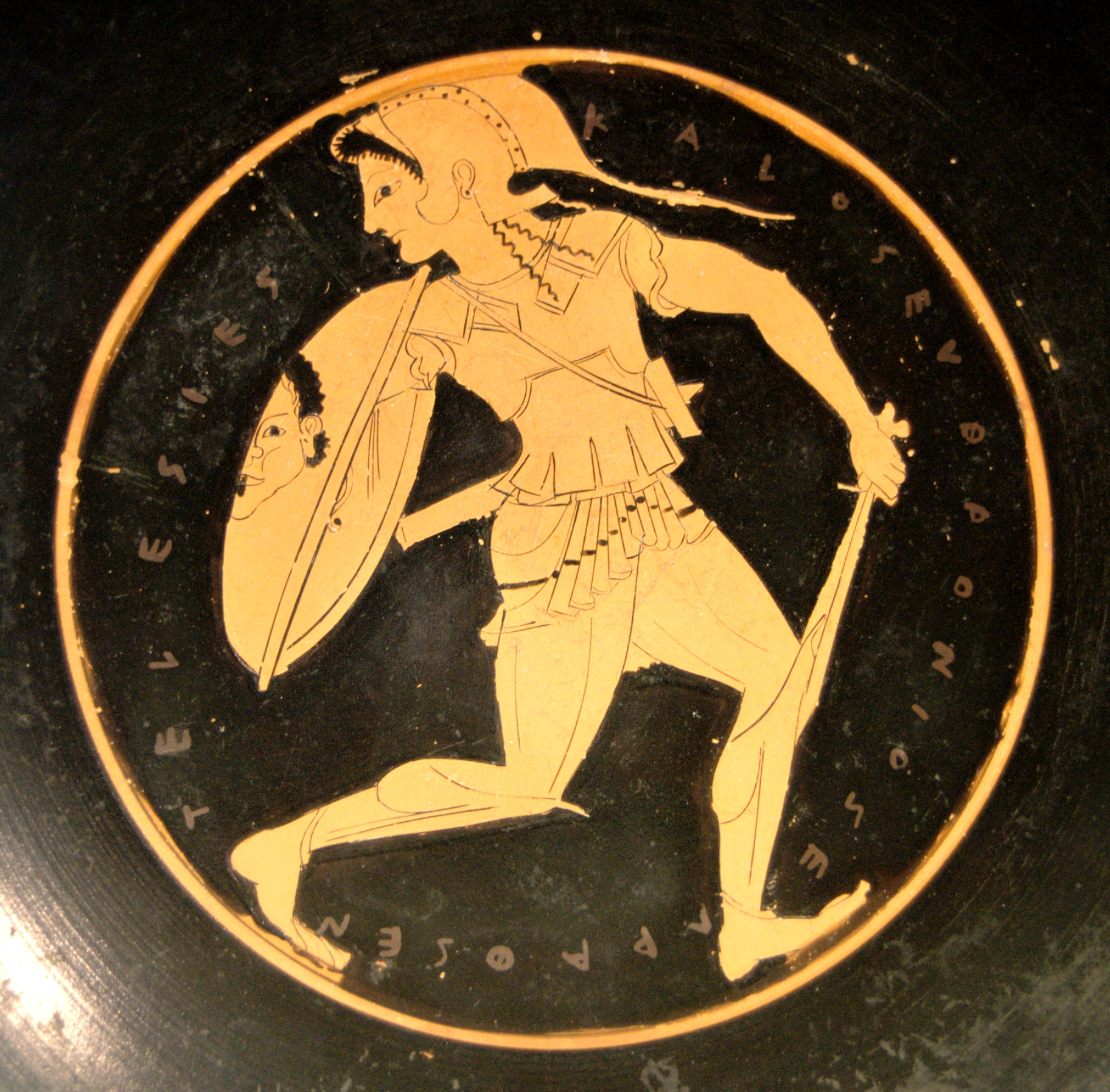
Amazonenkrijgster op Grieks aardewerk

### Cultuur
De Griekse schrijver Pausanias vermeldt dat de eerste tempel in Delphi in legendarische tijden door vrouwen werd gebouwd. Op de friezen van de latere tempel zijn nog Amazonen te zien. Afbeeldingen van Amazonen wijzen er op een latere gewelddadige overname, die symbolisch verbeeld wordt in de mythe van Apollo die de Python doodt. (De Python was het symbool van de slangengodin, symbool van de eredienst aan de godin).
Ook de tempel van Artemis in Efeze was door Amazonen gebouwd.
Het heiligdom te Efeze was veel ouder dan het Artemision zelf. Pausanias beweerde dat dit heiligdom van Artemis er al zeer lang voordien was. Hij zegt met zekerheid te weten dat het reeds jaren voor de Ionische migratie bestond en zelfs ouder was dan het profetische heiligdom van Apollo in Didyma. Volgens hem maakten de Leleges en Lydiërs de oorspronkelijke pre-Ionische bevolking van de stad uit. Kallimachos schreef in zijn Hymne aan Artemis de oorsprong van de temenos te Efeze toe aan de Amazonen. Kallimachos vermoedde dat de eredienst van deze Amazonen reeds draaide rond een cultusbeeld (bretas).

### Wapens
In de Griekse kunst worden Amazonen afgebeeld met maanvormige schilden. In vroegere schilderingen was het schild van de Amazonen nog rond, maar in de loop van tijd nam het een maanvormige gestalte aan. Een verklaring hiervoor is dat de Amazonen - of Maanvrouwen zoals Graves hen beschreef - volgens de mythe de maangodin Artemis aanbaden. Artemis is de dochter van Zeus en Leto, tweelingzus van Apollo en ze behoort tot de twaalf goden van het Pantheon. Artemis is zowel godin van de jacht als godin van de maan. Het maanvormige schild van de Amazonen staat dus symbool voor de toewijding aan Artemis.
Verder worden de Amazonen afgebeeld met speren, pijl-en-boog, zwaarden en bijlen. De labrys, de dubbelzijdige bijl die ook gebruikt werd door de godin Artemis, was een ritueel symbool dat alleen gedragen werd door vrouwen (voor de Amazonen ook al in het Minoïsch Kreta).

### Kleding

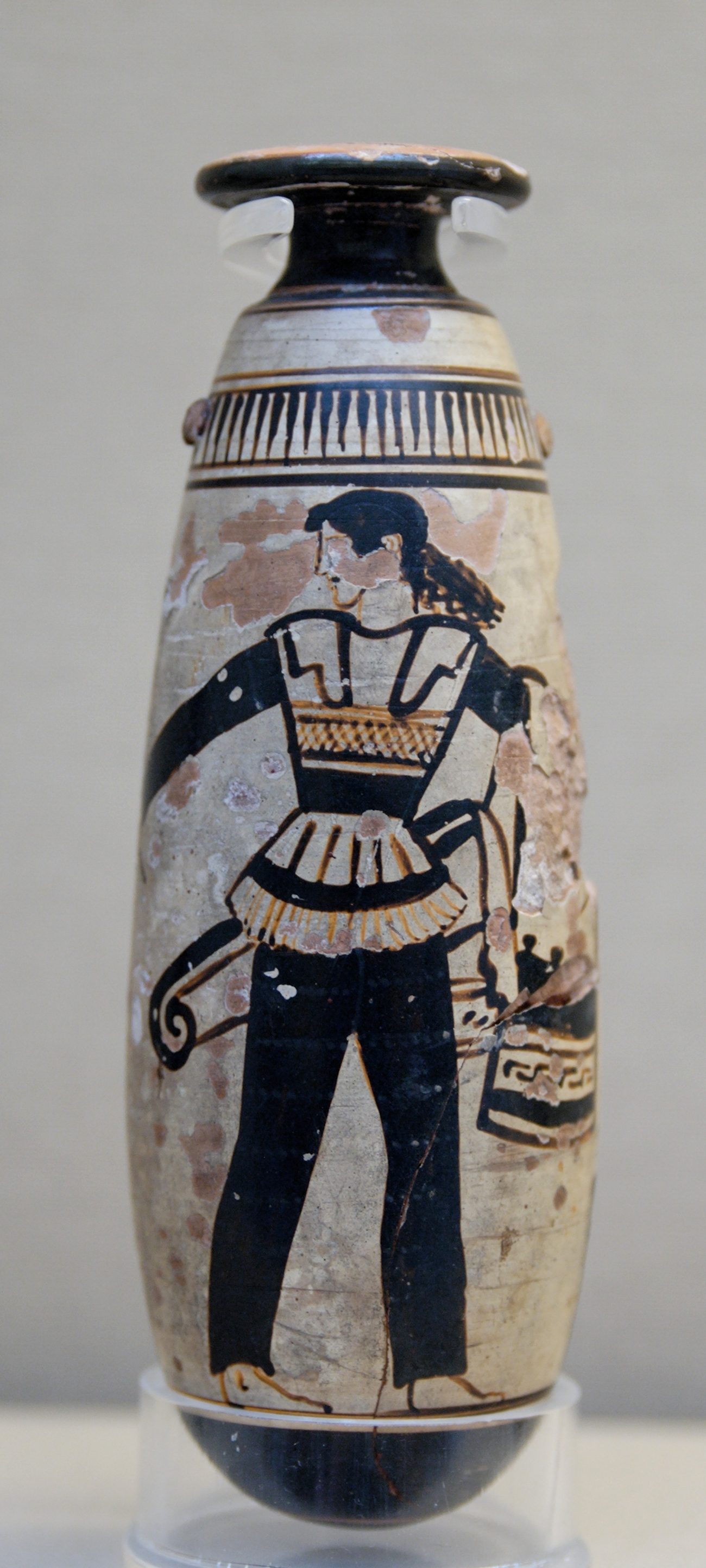
Amazonenkledij op Grieks aardewerk

Amazonen werden niet in traditionele vrouwenkleding afgebeeld. In plaats van de zware stola's droegen zij korte tunieken, vaak met mooie patronen, met een split waardoor het lichaam, met nadruk op de borsten, goed te zien was. Op het hoofd droegen zij een Frygische muts met zilveren en gouden parels versierd, en soms een helm. Om hun middel droegen zij vaak een riem. Zo ook met Hippolyte, die volgens de mythe een speciale gordel van Ares had gekregen. Verder waren ze versierd met gouden armbanden, oorbellen en kettingen. Aan hun voeten droegen ze lange dunleren laarzen. Ook de vacht van dieren komt vaak terug in de afgebeelde kleding. Verder is de Amazone ook dikwijls afgebeeld met een lange dunne broek en een harnas.
Dat een vrouw een broekpak droeg was in die tijd niet gebruikelijk. Maar afbeeldingen van Amazonen hadden nog meer ongebruikelijke trekjes, zoals het paardrijden. Het verhaal gaat dat zij de eersten waren die het paard getemd hebben gekregen, en dat ze trainden op het paard. Er werden gevechten beschreven waarin de Amazone op het paard strijdt, met een zwaard in plaats van een teugel in haar hand.
Hun bekwaamheid als uitstekende ruiters werd in de mythen benadrukt, en het duurde niet lang of het paard werd het symbool voor de Amazone. De toegedichte ruiterprestaties, gebaseerd op kracht, instinct en lenigheid, zouden hen bijna onoverwinnelijk hebben gemaakt. In gevaarlijke situaties waarin de vijand op het slagveld te dichtbij kwam, werd hij aangevallen met de speer. Op afstand kon de Amazone in volle galop de boog zo regelmatig en nauwkeurig hanteren alsof ze te voet vocht. Er werd verteld dat de Amazone zelfs achterstevoren op het paard nog net zo nauwkeurig en snel kon schieten als ze het paard kon laten draven. Verhalen deden de ronde dat Amazonen zo gehecht waren aan hun paarden, dat ze hun kinderen lieten zuigen aan de borst van het paard. De magische verbinding met dit dier (paarden hebben maanvormige voetafdrukken) komt tot uitdrukking doordat in hun namen vaak het Griekse woord hippos voorkomt; dit is Grieks voor paard. De band tussen hen zou zelfs zo goed zijn geweest dat sommige Amazonen begraven werden met hun paard.

## Amazonen in klassieke mythologie en andere bronnen
De Griekse mythen vertellen ons dat Amazonenstammen Cappadocië, Samothrake en Lesbos bezetten en de steden Smyrna, Efese, Cymes, Myrine en Paphos stichtten. De Amazonen zouden ook Troje te hulp zijn gekomen tijdens de Trojaanse Oorlog.
Penthesileia was de priesteres-koningin van de Amazonen, en zij viel onder het zwaard van Achilles, die haar lijk dadelijk verkrachtte. Waarschijnlijk zou het een magische charmeringsdaad zijn geweest met als doel haar wraakzuchtige geest te bezweren. De Grieken waren namelijk doodsbang voor de geesten van verslagen Amazonen. Ze noemden die ‘De Mooien’ en bouwden zelfs heiligdommen voor ze, en brachten er zoenoffers, nog tot eeuwen na de oorlog.

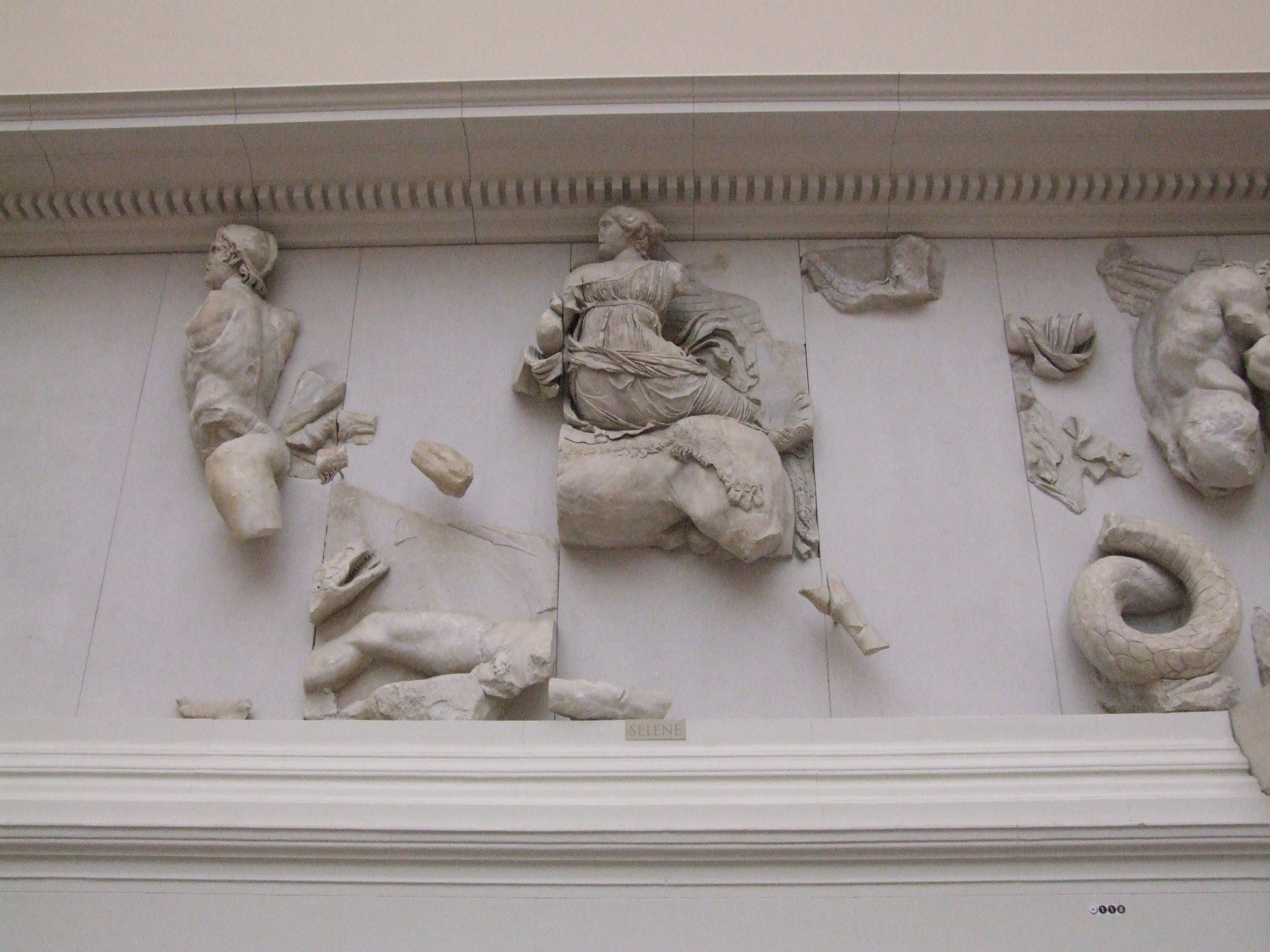
Selene als Amazone op een fries in Pergamon

Theseus, koning van Athene, schond met geweld de Amazonische wet op het matrilokaal huwelijk, door hun koningin te kidnappen, die variërend Hippolyta, Antiope of Melanippe (‘Zwarte Merrie’) wordt genoemd. Sommigen zeiden dat Antiope de zuster was van Hippolyta. Deze eerste werd door Theseus verslagen, de laatste door Herakles die haar magische gordel wilde stelen. Uit wraak voor de kidnapping vielen de Amazonen toen furieus Griekenland binnen, vernielden er kuststeden en belegerden ten slotte Athene.
De Griekse mythen noemen verschillende vrouweneilanden, waar Amazonen zonder mannen leefden, die enkel met naburige mannenkolonies contact wilden in perioden dat ze nageslacht wensten te verwekken. Taurus, Lemnos en Lesbos waren dergelijke plaatsen die door Amazonen bezet werden.
De Grieken waren blijkbaar doodsbang voor de Amazonen, en bijgelovig bovendien. Ze beweerden dat de vrouwen van Taurus mannen aan hun godin offerden, als die op het eiland aanmeerden. De vrouwen van Lemnos waren zelfs in opstand gekomen tegen hun eigen echtgenoten en hadden die allen tegelijk omgebracht.

### Amazonen in de Ilias

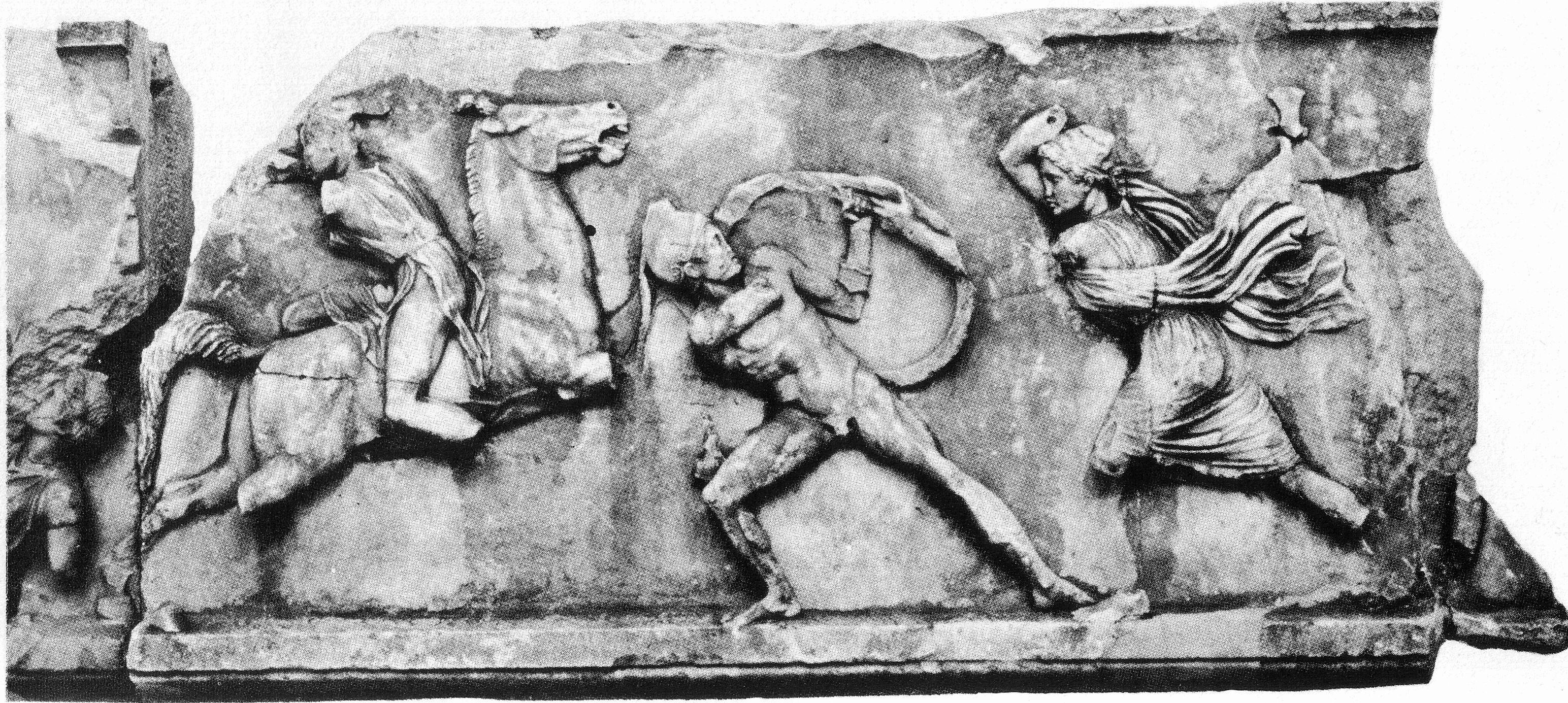
Tempelfries met Amazonen uit Carië 4e eeuw v.Chr.

In de aan Homeros toegeschreven Ilias spelen de Amazonen een marginale rol.
1. Nadat de held Bellerophon het monster Chimaira heeft verslagen strijdt hij gedurende zijn verblijf in Lykia ook tegen de Solymoi en de Amazonen (Ilias VI,186):
"Hij echter doodde het dier, op de tekens der goden vertrouwend.
Daarna bevocht hij de fiere Solymi,- strijd die, zo zei hij,
wel de hevigste was die hij ooit had gestreden. Hij bracht ook
veel Amazonen om 't leven, een vrouwvolk zo strijdbaar als mannen."
2. Priamos, de koning van Troia, vertelt aan Helene hoe hij in zijn jeugd tegen de Amazonen heeft gevochten toen deze de Phrygiërs aanvielen (Ilias III,189):
"Langs de rivier de Saggarios waren ze destijds gelegerd;
ik, hun bondgenoot zijnde, voegde me bij hen die dag dat
mannen gelijkstaand in kracht, de Amazonen haar aanval begonnen.
Maar zo talrijk waren ze niet als de fiere Achaeërs."
3. Ook wordt een heuvel bij Troia beschreven die vernoemd zou zijn naar Myrine, een Amazone (Ilias II,814):
"Vóór de stad Troje bevindt zich, een eind in de vlakte, een heuvel;
steil rijst ze op en rondom is ze vrij in de vlakte gelegen.
Deze wordt Batieia genoemd door de mensen; de goden
hebben haar echter genoemd naar het graf van de vlugge Myrine."

Kennelijk kon de dichter ervan op aan, dat zijn publiek vertrouwd was met de verhalen over de Amazonen. Ook wordt duidelijk dat de Amazonen beschouwd worden als iets uit het grijze verleden, waar de karakters in de "Ilias" op terugkijken. Volgens het epos wonen de Amazonen in Lykia, dan wel rond de rivier de Sangarios, dus in het westen van Klein-Azië.

### Amazonen in de Romeinse legenden
Aangezien de Romeinse mythologie bijna in haar geheel van de Griekse mythologie is overgenomen, kan men ook hier legenden verwachten waarin Amazonen een rol spelen. De voorstellingen van bepaalde godheden zoals Diana zijn er ongetwijfeld op geïnspireerd.

### Andere toespelingen op Amazonen
Volgens de Ouden waren de Amazonen de eerste paardentemsters.

### Verband met de Scythen

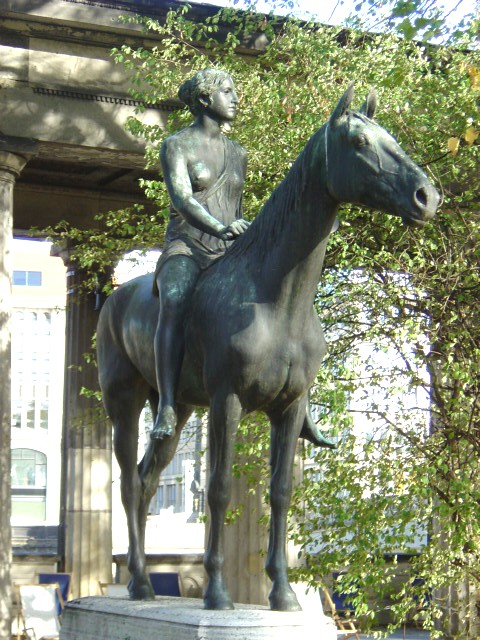
Amazone in brons, Berlijn

Volgens Herodotus waren de Scythen een stam van halfnomaden, bij wie de Amazonen aansluiting vonden en die samen met hen het paardrijden leerden. De twee volksstammen hadden gemeenschappelijke belangen in de verdediging tegen nomadische indringers enerzijds en in voortplanting voor hun voortbestaan anderzijds.
De Grieken zouden de Amazonen overwonnen hebben in de 'slag bij de Thermodon' en de overlevenden in drie schepen hebben vervoerd. Op open zee wierpen de Amazonen de Griekse mannen overboord en belandden bij de 'Klippen' (Cremni), in het land van de 'onafhankelijke Skythen', aan de Zee van Azov (Palus Maeotis). Ze plunderden een paardenfokkerij en stroopten het land van de Scythen af. Het volk, de taal en de kleding van de Amazonen waren de Scythen onbekend. Toen ze er achter kwamen dat het vrouwen waren, stuurden ze jonge mannen op hen af, die hun kamp dichtbij dat van de Amazonen opsloegen. De Amazonen merkten dat de jongelingen niet met kwade bedoelingen waren gekomen. Het kwam tot seksueel contact en de legerkampen werden verenigd. De mannen konden de taal van de Amazonen niet leren, maar de Amazonen begrepen wel de taal van de mannen. De mannen gingen naar hun ouders om een aandeel van hun bezittingen te krijgen en keerden daarna naar hun Amazonen terug. De Amazonen wilden nu het land verlaten en zich aan de overkant van de Don (Tanais) vestigen. 'Ze staken de Don over en reisden drie dagen gaans vanaf de Don naar de opgaande zon, en drie vanaf de Zee van Azov naar de noordenwind.' Ze vestigden zich in 'Sauromatië'. De 'Sauromatenvrouwen' (Amazonen) bleven hun oude levenswijze trouw. De Sauromaten spraken verbasterd Scythisch, 'want de Amazonen hebben het [Scythisch] nooit behoorlijk geleerd.' Vóór het huwelijk moest een meisje een vijandelijke man hebben gedood en als aan deze wettelijke voorwaarde niet werd voldaan, ging een huwelijk niet door. De Scythen noemden de Amazonen Oiorpata (mannendoders, van oior man, pata doden).

## Latere hypothesen en onderzoek rond de mythische Amazonen

### Romeinse historici
Diodoros Siculus merkt in de eerste eeuw van onze jaartelling op:
"Nu zeggen ze dat Penthesileia de laatste der Amazonen was die de onderscheiding voor dapperheid won en dat voor de toekomst het ras minder en minder in aantal werd en ten slotte al zijn kracht verloor; bijgevolg, wanneer in latere tijden welke schrijvers dan ook over dier grootsheid verhaal doen, beschouwen mannen deze antieke vertellingen over de Amazonen als fictieve legenden."

### Middeleeuwse speculaties
Middeleeuwse historici zeiden dat Amazonen de stad Ulm van voor de tijd van Abraham tot in de tijd van Alexander de Grote bestuurden. Deze stad was beroemd om de 'heilige olmen' (ulmae) van de bossen waar men Diana of Artemis vereerde.

### Leonhards hypothese
W. Leonhards stelde als hypothese dat de Amazonen overeenkwamen met de Hettieten.

### Het onderzoek van J. Davis-Kimball
Er is uitgebreid onderzoek gedaan door de Amerikaanse archeologe J. Davis-Kimball naar de historische achtergronden van het mythische verhaal van de Amazonen. Zij is uitgegaan van de ontdekking in 1994 van een ronde grafheuvel, een koergan, in het zuiden van Rusland nabij Pokrovka, vlak bij de grens met Kazachstan, waar blijkbaar zo'n 2500 jaar geleden een krijgsvrouw werd begraven.

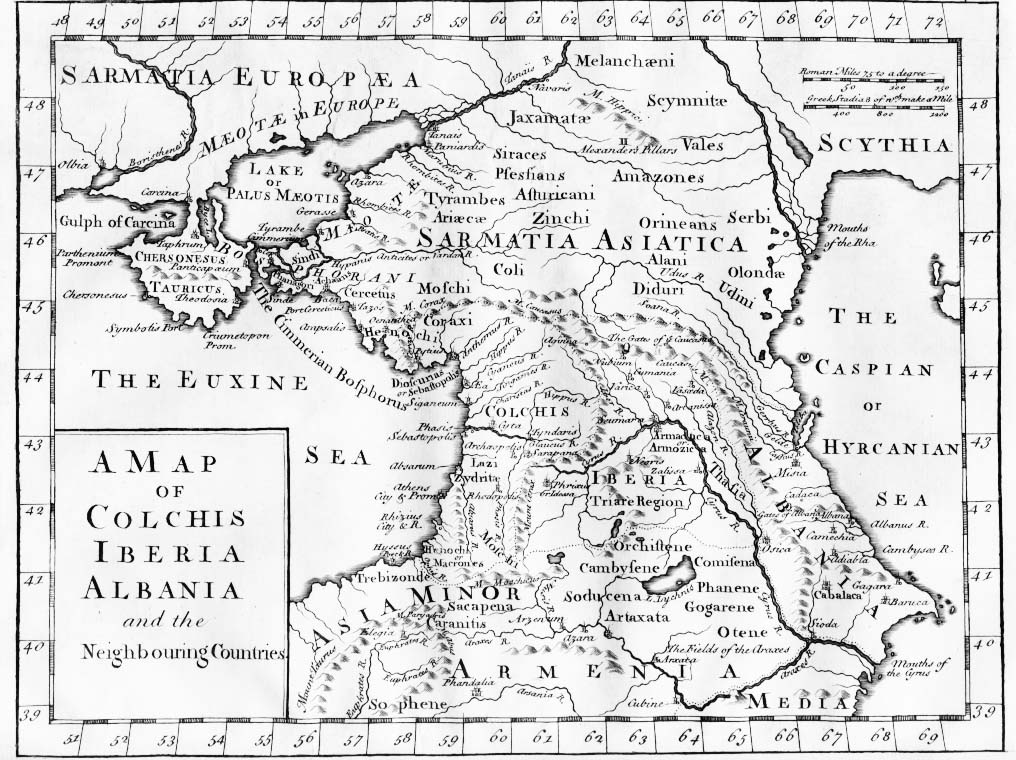
Een verder onbekende Londense cartograaf situeert ca 1770 het gebied van de Amazones in het noorden van Sarmatia Asiatica, zich baserend op Griekse literaire bronnen (zoals Herodotus' Historiën). Met de Palus Maeotis (Zee van Azov), de Tanais (Don) en Sarmatia Asiatica (het land van de Sarmaten, in wat tegenwoordig Rusland is).

## Bekende Amazonen
Proclus was degene die de verloren gegane Epische Cyclus samenvatte: de Aethiopis van Arctinos van Milete, waar slechts vijf regels van zijn overgebleven in een citaat. Dit gaf de gebeurtenissen van het leven van Penthesilea weer. Het verhaal van Penthesilea vloeit zo vlot vanuit de Ilias in de Epische Cyclus over dat een bepaalde manuscripttraditie van de Ilias eindigt met:
"Aldus verliepen de begrafenisspelen voor Hektor. En nu kwam er een Amazone opdagen, de groothartige dochter van de mannenverslaande Ares."
Een van de Attische vazenschilders uit het midden van de 5e eeuw v.Chr., leerling van Polygnotus maakte een beroemde afbeelding van deze priesteres-koningin.
Naast Penthesilea, die door Achilles werd gedood, worden in de antieke literatuur nog twaalf andere Amazonen bij naam genoemd, die het belegerde Troje te hulp snelden, zoals Antibrote, Ainia, en Cleite. De overigen waren Alcibië, Antandre, Bremusa, Derimacheia, Derinoë, Harmothoë, Hippothoë, Polemusa, en Thermodosa. Maar het schip van Cleite werd van zijn koers geblazen en geraakte nooit in Troje.

## "Amazonen"-volkeren in andere streken van de wereld
In Libië, dat destijds in de Oudheid gelijk stond aan Noord-Afrika minus Egypte, zouden volgens Herodotus Libische Amazonen zijn voorgekomen. Diodoros noemde hen de 'Krijgsvrouwen van Libië'.
Chandragupta Maurya, de eerste keizer van een grotendeels verenigd India en geboren rond 340 v.Chr. beschikte permanent over een eigen regiment 'Indiase Amazonen', dat geheel uit vrouwelijke krijgers bestond, die enkel rechtstreeks aan zijn bevel gehoorzaamden, en dat hem steeds bij zijn veldtochten vergezelde.
Toen de conquistador Francisco de Orellana in 1541 met enkele honderden manschappen een stroom afvoer dacht hij op een bepaald moment dat de krijgers die hem en zijn manschappen met vergiftigde pijlen bestookten, vrouwen waren. In het reisverslag werden zij "Amazonen" genoemd en zo kreeg de grootste stroom ter wereld zijn naam: de Amazone.
In West-Afrika kende men ook vrouwelijke krijgers, zoals de "Ahosi" in wat nu Benin is.

## Voetnoten
1. ↑  J.H. Blok - A. Ley, art. Amazones, in NP 1 (1996)
2. ↑  Orellana and the Amazons, in Athena Review 1.3 (1997)
3. 1 2  J. H. Blok (1995). The Early Amazons: Modern and Ancient Perspectives on a Persistent Myth. BRILL. ISBN 90-04-10077-6.
4. ↑  Hinge, George (2005). "Herodot zur skythischen Sprache. Arimaspen, Amazonen und die Entdeckung des Schwarzen Meeres." Glotta 81:86-115
5. ↑  (en) Penrose, Walter Duvall jr., Queer/Feminist Representations and Receptions of Amazons. Journal of Lesbian Studies. Taylor & Francis (18 maart 2024). Geraadpleegd op 22 december 2024.
6. ↑  Haynes, Natalie, "The Amazons: Lives & Legends of Warrior Women Across the Ancient World by Adrienne Mayor, book review", 16 October 2014. Geraadpleegd op 6 april 2015.
7. ↑  Adrienne Mayor (22 september 2014). The Amazons: Lives and Legends of Warrior Women across the Ancient World. Princeton University Press, 15–. ISBN 978-1-4008-6513-0.
8. ↑  "The Amazons - Adrienne Mayor", BBC Radio Four, 6 april 2015.
9. ↑  Oxenstierna, p. 208
10. ↑  Pausanias, VII 2.6.
11. ↑  Callim., in Dian. 237 ff.
12. ↑  Eustathius over Homerus, 1696, Pseudo-Apollodorus Epitome v.1-2, en het middeleeuws Rawlinson Excidium Troie, werden in deze context aangehaald door Robert Graves, The Greek Myths sectie 164
13. ↑  Barbara G. Walker, WEMS, p. 25
14. ↑  Graves, G.M. 2, p. 313
15. ↑  Larousse, p. 122
16. ↑  Graves, G.M. 2, p. 224
17. ↑  Lederer, p. 103
18. ↑  Gerard Koolschijn (2000), Herodotos, veertig verhalen, Sauromatenvrouwen, Uitgeverij Bert Bakker, Amsterdam, p. 118-121, naar Herodotus' Historiën, IV, 110-117
19. ↑  Diodoros Siculus, ii. 46
20. ↑  Borchardt, p. 104
21. ↑  Quintus Smyrnaeus online text. Gearchiveerd op 4 december 2021.
22. ↑  Brave women warriors of Greek myth. Gearchiveerd op 14 december 2021.
23. ↑  Michael Wood, The story of India, aflevering 2: The power of ideas, Canvas, 28 oktober 2007